# Hyloscirtus psarolaimus
Hyloscirtus psarolaimus es una especie de anfibios de la familia Hylidae.
Habita en la vertiente amazónica de los Andes en el sur de Colombia y Ecuador, a altitudes entre 1950 y 2660 m.
Sus hábitats naturales incluyen montanos secos y ríos.
Está amenazada de extinción por la destrucción de su hábitat natural.